# Могилевский, Григорий Александрович
Григо́рий Алекса́ндрович Могиле́вский (19 июля 1905 — 9 августа 1964) — советский оператор неигрового кино, фронтовой кинооператор в годы Великой Отечественной войны. Лауреат Сталинской премии второй степени (1946).

## Биография
Родился в Симферополе. Там же в период 1925—1926 годов преподавал физкультуру в профтехшколе и 1-й городской больнице. В 1927 году призван в Красную армию, по 1928 год служил курсантом 1-го химполка.
Окончил операторский факультет Государственного института кинемографии в 1932 году. С декабря 1933 года принят оператором на кинфабрику «Мостехфильм».
В июне 1942 года пополнил ряды операторов фронтовой кинохроники и с августа снимал в киногруппе Воронежского фронта.
В одной из первых служебных характеристик редактор отдела фронтовых съёмок Центральной студии кинохроники В. М. Попов отметил, что «оператор стремится снимать боевой материал и в этом отношении стоит на верном пути».
С лета 1944 года снимал в составе киногруппы 1-го Украинского фронта, в сентябре во время съёмок в Карпатах был тяжело ранен. С поля боя Могилевского вынес его напарник оператор Кенан Кутуб-заде. Весной 1945 года после возвращения в свою киногруппу снимал освобождение Силезии, Вены, Дрездена и Праги.

Не будучи хроникёром по образованию, т. Могилевский за время войны занял место одного из ведущих кинокорреспондентов на 1-м Украинском фронте. Съёмки его неизменно отличаются высокими художественными достоинствами и проникнуты определённым авторским отношением к действительности.
— Ст. редактор Попов, РГАЛИ. Ф. 2944. Оп. 28. Д. 1019. Л. 23.
С июля 1945 года работал в киногруппе Южной группы войск. С января 1946 года — оператор на «Моснаучфильме».
Член Союза кинематографистов СССР с 1957 года.
Скончался 9 августа 1964 года.

## Фильмография
Оператор
- 1933 — Зимнее восхождение на Эльбрус
- 1933 — Практика полёта
- 1935 — Воздушный десант
- 1935 — Дзиу до
- 1935 — Кавалеристы (в соавторстве; нет в титрах)
- 1935 — Ориентировка на разные высоты
- 1936 — Прыжки в воду (совместно с Ф. Богдановским)
- 1937 — Конусное точение (совместно с Р. Мульвидсоном)
- 1937 — Сталеплавильные дуговые электрические печи (совместно с А. Соболевым)
- 1938 — Азбука безопасности
- 1938 — Бой в горах
- 1938 — Стахановцы-кондукторы / Стахановские методы работы кондукторов (совместно с Ф. Богдановским)
- 1938 — Стильное плавание (совместно с Ф. Богдановским)
- 1939 — Механизация социалистического сельского хозяйства
- 1939 — Москва (совместно с Б. Эйбергом)
- 1939 — Учитесь плавать (совместно с Ф. Богдановским)
- 1940 — Похождение утки
- 1941 — Борьба с вражескими танками (совместно с Е. Лозовским)
- 1941 — По сталинским местам (совместно с Е. Лозовским)
- 1941 — Уничтожай танки врага (совместно с Е. Лозовским)
- 1942 — Грозное оружие / Миномёты (совместно с Н. Чернявским)
- 1942 — Невидимый боец (совместно с Э. Бобрицким)
- 1943 — Битва за нашу Советскую Украину (в соавторстве)
- 1943 — Орловская битва (в соавторстве)
- 1945 — Освобождённая Чехословакия (в соавторстве)
- 1945 — Парад Победы (ч/б вариант; в соавторстве)
- 1945 — Победа на Правобережной Украине и изгнание немецких захватчиков за пределы украинских советских земель (в соавторстве)
- 1946 — 1 Мая (цветной вариант; в соавторстве)
- 1946 — Болгария (СССР — НРБ; в соавторстве, нет в титрах)
- 1946 — Будь осторожен на улице
- 1946 — Молодость нашей страны (в соавторстве)
- 1947 — Будь готов к труду и обороне
- 1947 — Водный спорт в Москве (в соавторстве)
- 1947 — Зимний спорт в Москве (в соавторстве; приз на VIII Мкф в Венеции)[2]
- 1947 — Конькобежцы
- 1947 — Лёгкая атлетика
- 1948 — Методика подготовки орудийного расчёта
- 1948 — У истоков истины
- 1949 — За новые рекорды (совместно с В. Чернявским)
- 1949 — Московский стадион «Динамо» (совместно с В. Чернявским)[5]
- 1949 — Электротрактор
- 1950 — Будь осторожен, пешеход!
- 1950 — Два билета на футбол
- 1950 — Колхозные физкультурники
- 1950 — Опыт электрификации сельского хозяйства
- 1950 — Работа на ферме тонкорунных овец (совместно с Б. Эйбергом)
- 1951 — Единая технология (совместно с Л. Каплуновым)
- 1951 — У подножья Машука (совместно с Я. Дихтером)
- 1952 — Смазка двигателя. Раздел 1 (совместно с А. Соколовым)
- 1952 — Что надо знать о сберегательных кассах
- 1953 — Смазка двигателя. Раздел II (совместно с З. Балакиревой)
- 1954 — Техника прыжков на лыжах с трамплина
- 1954 — Техника теннисиста
- 1955 — Лёгкая атлетика (техника бега)
- 1955 — Путь артиста
- 1955 — Техника игры в хоккей с шайбой
- 1956 — Атомная энергия для мирных целей (в соавторстве)
- 1956 — Баскетбол (техника игры)
- 1956 — Лёгкая атлетика (техника прыжков и метаний)
- 1956 — Техника безопасности на строительстве (в соавторстве)
- 1957 — Прыжки на лыжах с трамплина (совместно с Д. Гасюком)
- 1957 — Рассказы о земле московской (в соавторстве)
- 1958 — Атом, мир и дружба (в соавторстве)
- 1958 — Атомный ледокол «Ленин» (совместно с В. Афанасьевым, И. Касаткиным)
- 1959 — Алерт / «МГГ» (в соавторстве)
- 1961 — Открытия продолжаются (в соавторстве)

Режиссёр
- 1957 — Рассказы о земле московской

## Награды и премии
- орден Отечественной войны I степени (22 сентября 1944)[6];
- медаль «За победу над Германией в Великой Отечественной войне 1941—1945 гг.» (9 мая 1945)[7];
- орден Красной Звезды (16 июня 1945)[2];
- медаль «За освобождение Праги» (1945)[3];
- Сталинская премия второй степени (26 января 1946) — за съёмки фронтовой кинохроники[2].